# Дрю Стаффорд
Дрю Стаффорд (англ. Drew Stafford; 30 жовтня 1985, м. Мілвокі, США) — американський хокеїст, правий нападник. Виступає за «Баффало Сейбрс» у Національній хокейній лізі.
Виступав за Університет Північної Дакоти (NCAA), «Рочестер Американс» (АХЛ), «Баффало Сейбрс».
В чемпіонатах НХЛ — 386 матчів (108+126), у турнірах Кубка Стенлі — 20 матчів (3+4).
У складі національної збірної США учасник чемпіонатів світу 2006, 2008 і 2009 (23 матчі, 3+5). У складі молодіжної збірної США учасник чемпіонатів світу 2004 і 2005. У складі юніорської збірної США учасник чемпіонату світу 2003.
Досягнення
- Переможець молодіжного чемпіонату світу (2004).